# Stade Antonio-Accioly
Le stade Antonio-Accioly (en portugais : Estádio Antonio Accioly), également surnommé le Castelo do Dragão, est un stade de football brésilien situé dans la ville de Goiânia, dans l'État du Goiás.
Le stade, doté de 12 000 places et inauguré en 2018, sert d'enceinte à domicile à l'équipe de football de l'Atlético Clube Goianiense.
Le stade porte le nom d'Antônio Accioly, ancien président de l'Atlético Goianiense.

## Histoire
Le stade ouvre ses portes en 2018 (sur les ruines d'un ancien stade démoli en 2001). C'est le président du club, Antônio Accioly, qui avait acquis auparavant le terrain.
Il est rénové en 2020, faisant passer la capacité d'accueil de 10 500 à 12 000 spectateurs.

## Galerie

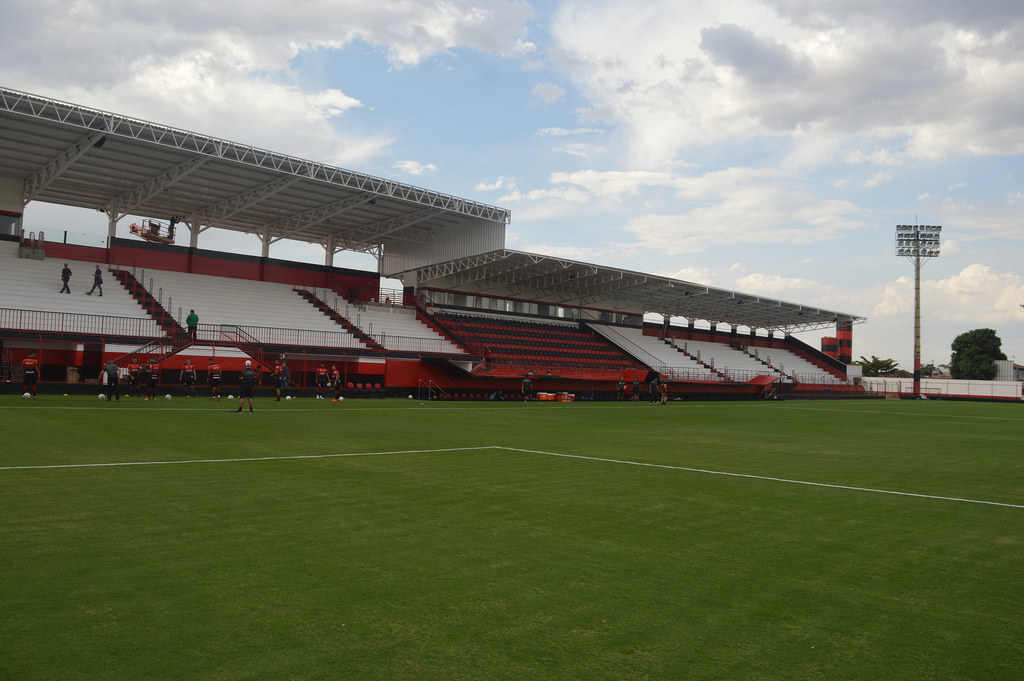
Vue du terrain
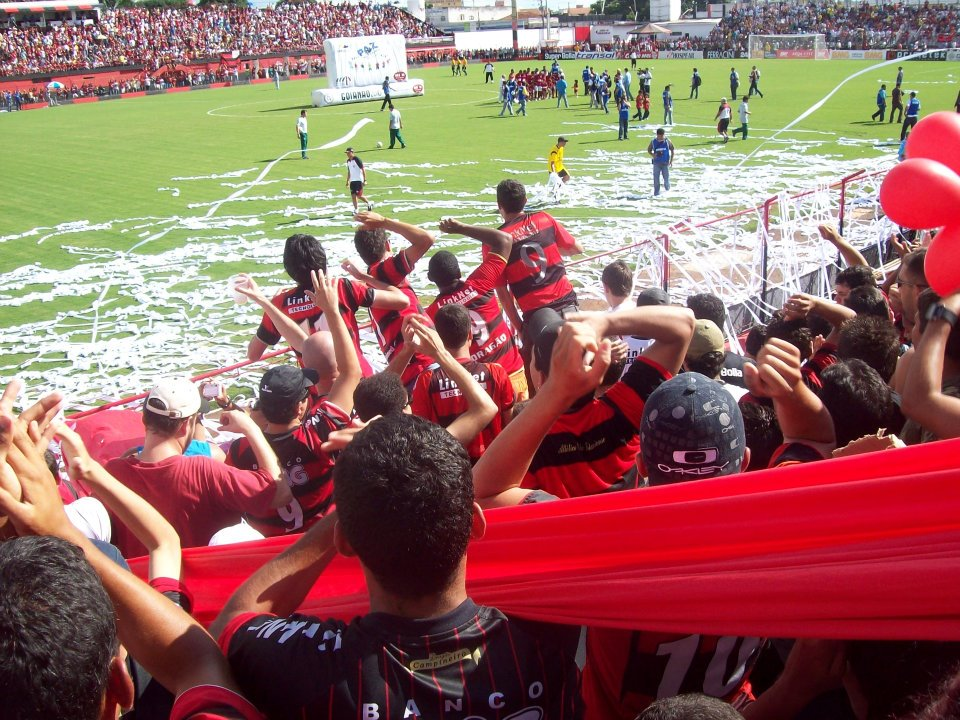
Vue du stade lors d'un match